# Riserva naturale orientata Isola di Stromboli e Strombolicchio
La riserva naturale orientata/integrale Isola di Stromboli e Strombolicchio è un'area naturale protetta situata nel comune di Lipari, nella città metropolitana di Messina ed è stata istituita nel 1997.

## Storia
La riserva è stata istituita con decreto dell'assessorato regionale del territorio e dell'ambiente numero 819/44 del 20 novembre 1997.

## Flora
Tra le specie segnalate:
- Bassia saxicola, granata rupicola
- Cytisus aeolicus, citiso delle Eolie
- Centaurea aeolica, fiordaliso delle Eolie
- Genista gasparrinii, ginestra di Gasparrini

## Fauna
Tra le specie segnalate:
- Podarcis raffonei, lucertola delle Eolie
- Calonectris diomedea, berta maggiore
- Monachella muelleriana, pigliamosche di fiume
- Falco eleonorae, falco della Regina